# Conception Point
Conception Point – najbardziej na północ wysunięty punkt wyspy Coronation w Orkadach Południowych. Nazwany przez George'a Powella w 1821 roku, podczas jego wyprawy z Nathanielem Palmerem.